# Pherekydes von Syros
Pherekydes von Syros (griechisch Φερεκύδης Pherekýdēs; * zwischen 584 und 581 v. Chr. auf der Insel Syros) war ein antiker griechischer Mythograph und Kosmologe in der Zeit der Vorsokratiker.

## Leben und Werk
Die früher strittige Frage von Pherekydes' Lebenszeit ist heute geklärt, da die Geburt in die 49. Olympiade (Zeitraum 584–581 v. Chr.) datiert werden kann. Er war ein etwas jüngerer Zeitgenosse der Sieben Weisen. Der antiken – wohl glaubwürdigen – Tradition zufolge war er der erste griechische Prosa-Autor. Unklar ist sein Verhältnis zu Anaximander, der wahrscheinlich erst etwas später eine Schrift verfasste. Darüber hinaus liegen keine glaubwürdigen Informationen über sein Leben vor; nur Legenden sind überliefert.
Pherekydes schrieb ein Buch über die Götter, das nicht erhalten ist. Die Anfangsworte zitiert der Doxograph Diogenes Laertios (3. Jahrhundert n. Chr.), dem es noch zugänglich war. Einiges lässt sich aus späteren Quellen und einem Papyrusfragment erschließen.

## Götterlehre und Kosmologie
Pherekydes nahm an, dass drei Gottheiten ewig existieren: Zas (Zeus), Chronos und die Erdgottheit Chthonie. Ob Pherekydes den Zeitgott Chronos mit dem Gott Kronos, den er an anderer Stelle erwähnt, gleichsetzte oder zwei verschiedene Götter meinte oder eine Verwechslung der beiden in der handschriftlichen Überlieferung vorliegt, ist umstritten. Dabei geht es insbesondere um die Frage, ob es im Rahmen der Mentalität der Griechen des 6. Jahrhunderts v. Chr. vorstellbar war, einem Gott, der das abstrakte Prinzip Zeit verkörperte, eine solche Rolle zuzuweisen. Chronos brachte aus seinem eigenen Samen drei Elemente hervor: Feuer, Luft (Wind) und Wasser. Aus den Elementen entstanden die sekundären, nicht ewigen Gottheiten.
Zeus heiratete die Erdgottheit, die nunmehr den Namen Gē (Gaia) erhielt; das war die erste Hochzeit und das Urbild aller Hochzeiten. Zeus entschleierte seine Braut und vertraute ihr die irdische Welt an, indem er ihr ein von ihm selbst angefertigtes Tuch (Gewand) übergab, auf dem die Erde und der Ur-Ozean „Ogenos“ (Okeanos) eingewebt waren. Erst durch dieses Gewand erhielt die physische Welt ihre den Menschen vertraute Gestalt. Das Gewand stellte nicht nur die Erdoberfläche dar, sondern es war sie; in diesem mythischen Denken waren Bild und Sache dasselbe.
Außerdem erzählte Pherekydes von einer Schlacht zwischen zwei Göttern und ihren Heeren, wobei es um den Besitz des Himmels ging; Kronos kämpfte als Anführer der Himmelsmächte gegen den von der Erde hervorgebrachten Schlangengott Ophioneus (Ophion) und dessen Nachkommenschaft. Der Kampf endete mit einem Sieg des Kronos, Ophioneus und seine Mitkämpfer wurden in den Ozean geschleudert, wo sie dauerhaft verblieben. Dann erhielten die einzelnen Gottheiten ihre Anteile (Zuständigkeitsbereiche).

## Seelenlehre
Der römische Schriftsteller Cicero berichtet, Pherekydes habe als erster die Auffassung vertreten, dass die Seele unsterblich sei. Mit dem Konzept des Fortlebens nach dem Tode verband sich bei Pherekydes, wie aus einer Mitteilung des Gelehrten Porphyrios hervorgeht, die Lehre von der Seelenwanderung. Diese Angaben der Quellen gelten in der Forschung als glaubwürdig; Pherekydes ist der erste namentlich bekannte Autor, der ein solches Seelenkonzept in einer Lehrschrift vorgetragen hat. Allerdings war die Fortexistenz der Seele nach dem Tod des Körpers schon für Homer selbstverständlich.

## Rezeption
Zu den von der heutigen Forschung als unglaubhaft eingestuften Pherekydes-Legenden der Antike gehören folgende Behauptungen:
- Er soll eine Sonnenwendmarkierung festgelegt haben.[9]
- Er soll prophetische Aussagen gemacht und unter anderem ein Erdbeben vorausgesagt haben.
- Er soll von den Spartanern umgebracht worden sein, worauf die dortigen Könige, einem Orakel folgend, seine Haut aufbewahrten.
- Er soll ein Schüler des Pittakos gewesen sein.[10]
- Er soll der Lehrer des Pythagoras gewesen sein (eine Behauptung, die wohl mit der Übereinstimmung der beiden in der Seelenlehre zusammenhängt). Als er sich todkrank auf der Insel Delos befand, soll Pythagoras ihn dort gepflegt und dann für sein Begräbnis gesorgt haben.[11] Als historischer Ausgangspunkt dieser Legende kommt eine wie auch immer geartete Beziehung zwischen Pherekydes und Pythagoras in Betracht.
- Er soll mit Thales korrespondiert haben; der angebliche Briefwechsel ist gefälscht.

Das um 1506 entstandene berühmte Gemälde Die drei Philosophen des Renaissance-Malers Giorgione zeigt nach Ansicht der Wiener Philologin Karin Zeleny Pythagoras, Pherekydes und Thales, wobei Pherekydes als Orientale abgebildet ist, da sein Beiname Syrios („von Syros“) im Sinne von syrischer Herkunft missverstanden wurde. Zelenys Hypothese ist allerdings auf Skepsis gestoßen.